# مسجد امام حسین (سرخه)
مسجد امام حسین مربوط به اواخر دوره قاجار است و در سرخه، محله قدیمی بیرون دژ واقع شده و این اثر در تاریخ ۲۵ اسفند ۱۳۸۰ با شمارهٔ ثبت ۵۶۵۷ به‌عنوان یکی از آثار ملی ایران به ثبت رسیده است.